# توماس شنايدر
توماس شنايدر (بالألمانية: Thomas Schneider)‏ (24 نوفمبر 1972 ألمانيا - ) هو لاعب كرة قدم ألماني يلعب كمدافع.

## روابط خارجية
- توماس شنايدر على موقع قاعدة بيانات كرة القدم.إي يو (الإنجليزية)
- توماس شنايدر على موقع بيانات كرة القدم. دي إي (الألمانية)
- توماس شنايدر على موقع عالم كرة القدم.نت (الإنجليزية)